# Vall del Madriu-Perafita-Claror
La vall del Madriu-Perafita-Claror és una vall glacial del sud-est del Principat d'Andorra, formada per la conca del Madriu (tributari del Valira d'Orient) i dels seus afluents els rius de Perafita i de Claror (o Claró), que configuren la segona conca hidrogràfica andorrana més extensa. Ocupa una superfície de 42,47 km², aproximadament un 9% del territori del Principat, que es reparteix entre les parròquies d'Andorra la Vella, Encamp, Escaldes-Engordany i Sant Julià de Lòria.

## Patrimoni de la Humanitat
El paisatge cultural de la Vall del Madriu-Perafita-Claror és un microcosmos molt representatiu de la manera en què l'home ha aprofitat els recursos de les zones altes de la serralada dels Pirineus al llarg de mil·lennis. Els seus espectaculars paisatges de vessants escarpades i glaceres amb vastes praderies i abruptes valls boscosos cobreixen una superfície total de 4.247 hectàrees, és a dir el 9% del territori d'Andorra. Aquests paisatges no només constitueixen testimonis dels canvis climàtics del planeta, sinó també dels avatars econòmics i dels sistemes socials dels seus habitants, així com de la perdurabilitat del pasturatge i de la puixança de la cultura muntanyenca. El lloc, que és l'únic lloc d'Andorra sense carreteres, posseeix a més diversos hàbitats humans -en particular, assentaments estivals de pastors-, així com cultius en terrasses, senders de pedra i vestigis del treball de fosa del ferro.
Aquesta vall isolada, refugi per a la flora i la fauna salvatge d'espècies rares o en perill, el juliol del 2004 va ser inscrita per la UNESCO dins la llista del Patrimoni de la Humanitat en la categoria de paisatge cultural, reconeixent la singularitat d'un territori moldejat al llarg dels segles per l'acció de l'home que ha anat transformant el medi, per tal d'explotar-ne les seves riqueses.
Aquesta vall fou el primer element andorrà inclòs dins les llistes de la Unesco del Patrimoni de la Humanitat, acompanyat des de finals de l'any 2015, per les Falles del Pirineu.

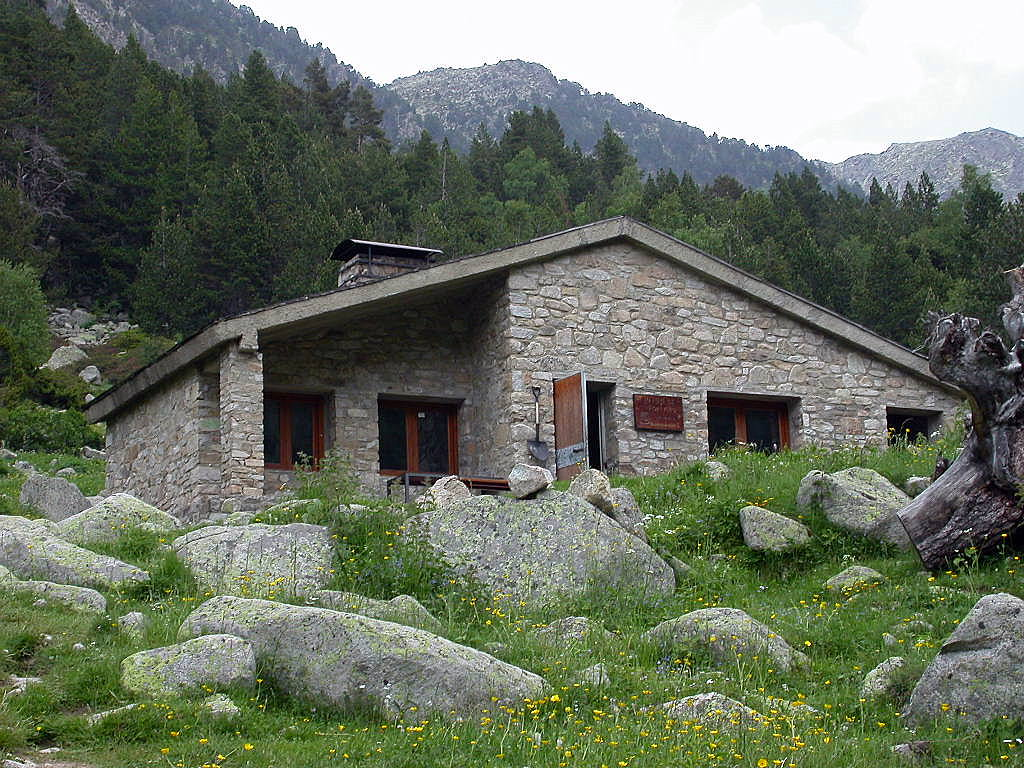
El refugi de Fontverd, a la vall del Madriu

## Descripció
La vall presenta un paisatge glacial, amb pastures, cingles, espadats i grans extensions boscoses. És limitada per muntanyes al sud, l'est i l'oest (la part sud conforma la frontera amb l'estat espanyol), mentre que pel nord forma un escarpament que va a parar al Valira. Es troba aïllada de la resta d'Andorra i només s'hi arriba per senderes inaccessibles als vehicles. Els petits habitatges (bordes), els bancals en terrasses, els camins i les restes d'antigues fargues testimonien l'ús dels recursos naturals de l'alt Pirineu per part dels habitants de la regió durant més de 700 anys, tot i els diversos canvis en el clima, l'economia i les estructures socials.
A l'estreta vall del riu principal, el Madriu, es troben els llogarets d'Entremesaigües i Ràmio, que fins als darrers cinquanta anys estaven habitats tot l'any, però actualment només ho són a l'estiu. Entre tots dos inclouen una dotzena de cases i bordes, fetes de pedra granítica i amb teulada de pissarra, cadascuna amb un graner per a guardar-hi els cereals i la palla. Aquests habitatges i els tancats vora els llogarets són les úniques àrees de propietat privada, que amb prou feines arriben a l'1% de la superfície de la vall, gairebé tota de propietat comunal.
Els llogarets són voltats de feixes fetes en vessants de fort pendent, on es solia conrear blat i sègol, però que avui dia s'utilitzen com a pastura per al bestiar. Els camps més alts van sent envaïts pel bosc, que també ocupa els vessants on a l'edat mitjana hi creixien vinyes. Els boscos, també de propietat comunal, s'usaren per a la producció de carbó vegetal fins al segle xix.

Extensió de la vall del Madriu-Perafita-Claror al sud-est d'Andorra

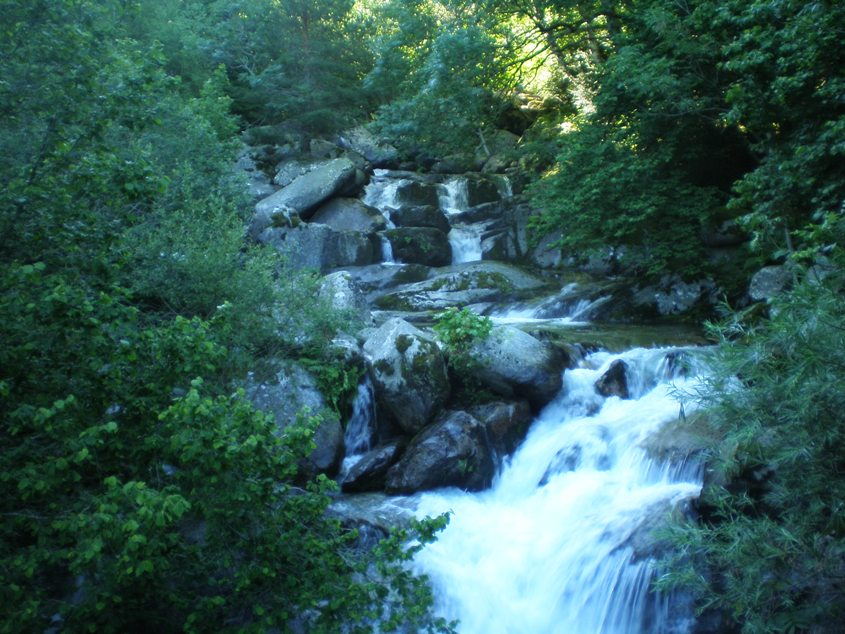
Riu Madriu

A la vall del Madriu, també hi va haver una destacada indústria siderúrgica, que utilitzava el mineral de ferro local. Aquests exemples de farga catalana, típics dels Pirineus, foren abandonats a la darreria del segle xviii.
A l'estiu, a les muntanyes, hi pasturaven ovelles, vaques i cavalls, en terrenys de propietat comunal des d'època medieval. Els pastors passaven l'estiu a les bordes, petites cabanes amb sostre de palla. Amb la llet dels animals s'elaboraven formatges.
La vall és travessada per dos senders de gran recorregut: el GR-11, que travessa els Pirineus des del Cantàbric fins a la Mediterrània, i el GR-11-10, que va d'Entremesaigües fins a la vall de la Llosa, a la Baixa Cerdanya. Camins enllosats connecten la vall amb el centre d'Andorra.
Després de molt de temps d'abandó, moltes de les estructures, com ara bordes, camins i parets de marge, han estat restaurades recentment. No està planificat construir-hi un accés per carretera, i la vall es vol desenvolupar com a regió distintiva per a la cria de bestiar de qualitat i per a un turisme limitat.

## Senderisme
Hi ha diferents itineraris per recórrer la vall del Madriu sense dificultat tècnica durant unes cinc hores. Entre els camins de gran recorregut hi ha el GR-7, que recorre tota la vall; el GR-11, que s'incorpora a una alçada de 1.600 metres fins a l'estany de l'Illa, punt en el qual abandona el Madriu pel coll de la vall Civera; i, finalment, el GRP (gran recorregut del país) que comença a la part més alta de la vall, és paral·lel al GR-7 i acaba en el circ glacial.

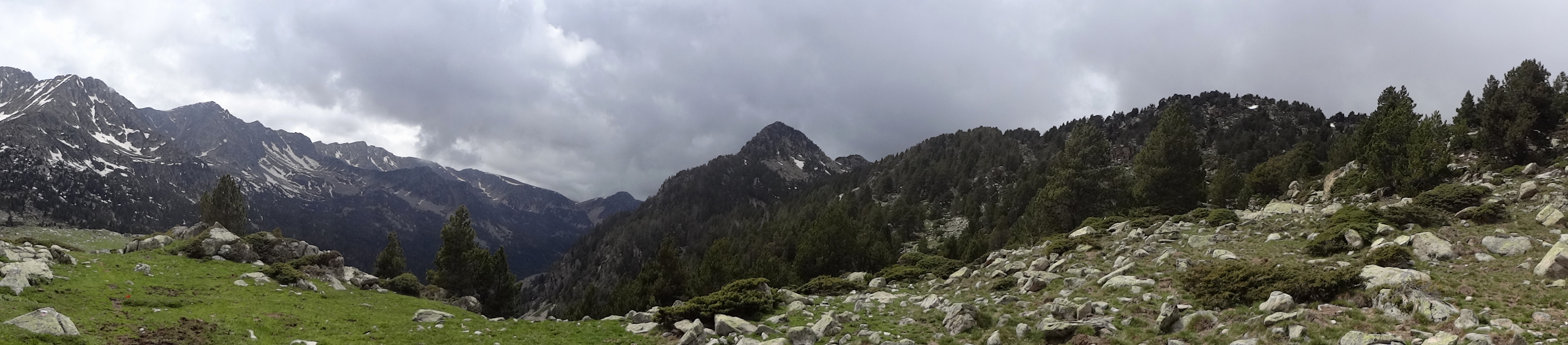
Vista des del cami de Gran Recorregut GR11

## Galeria d'imatges
<

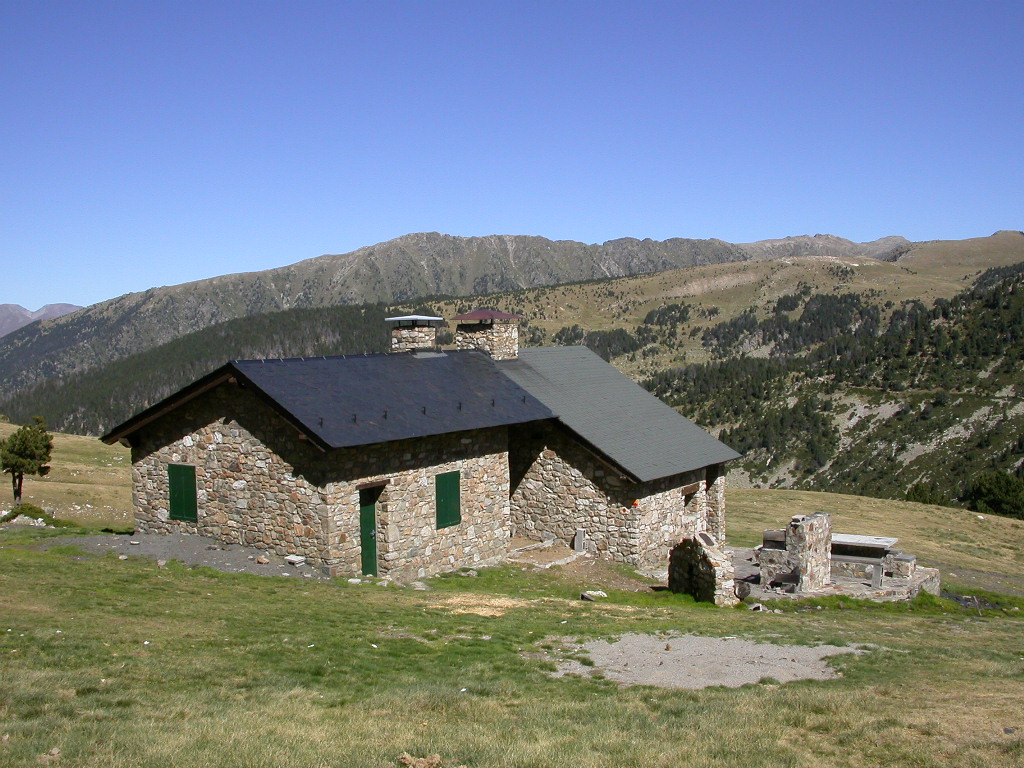
Refugi de Claror
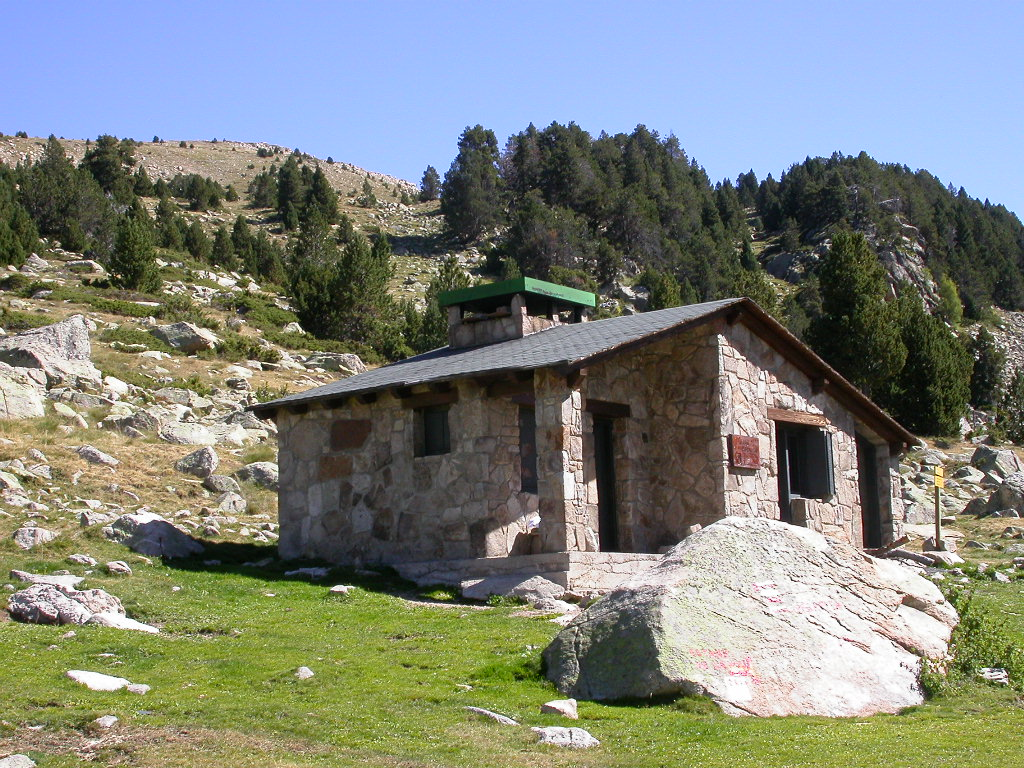
Refugi de Perafita
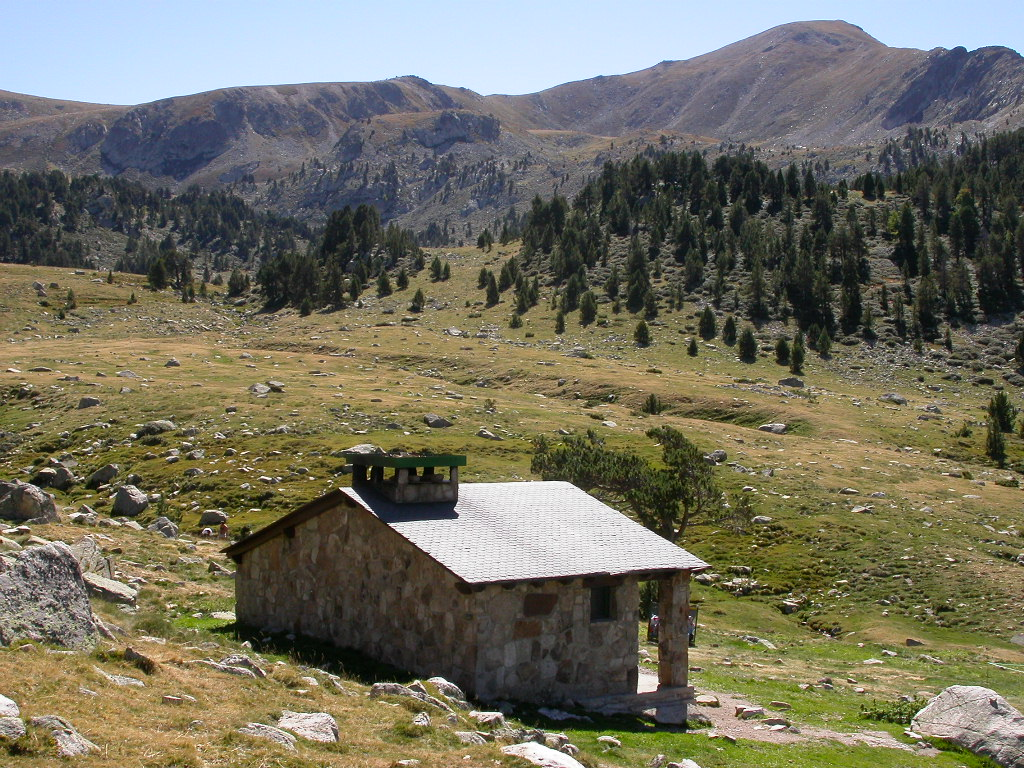
Refugi de Perafita
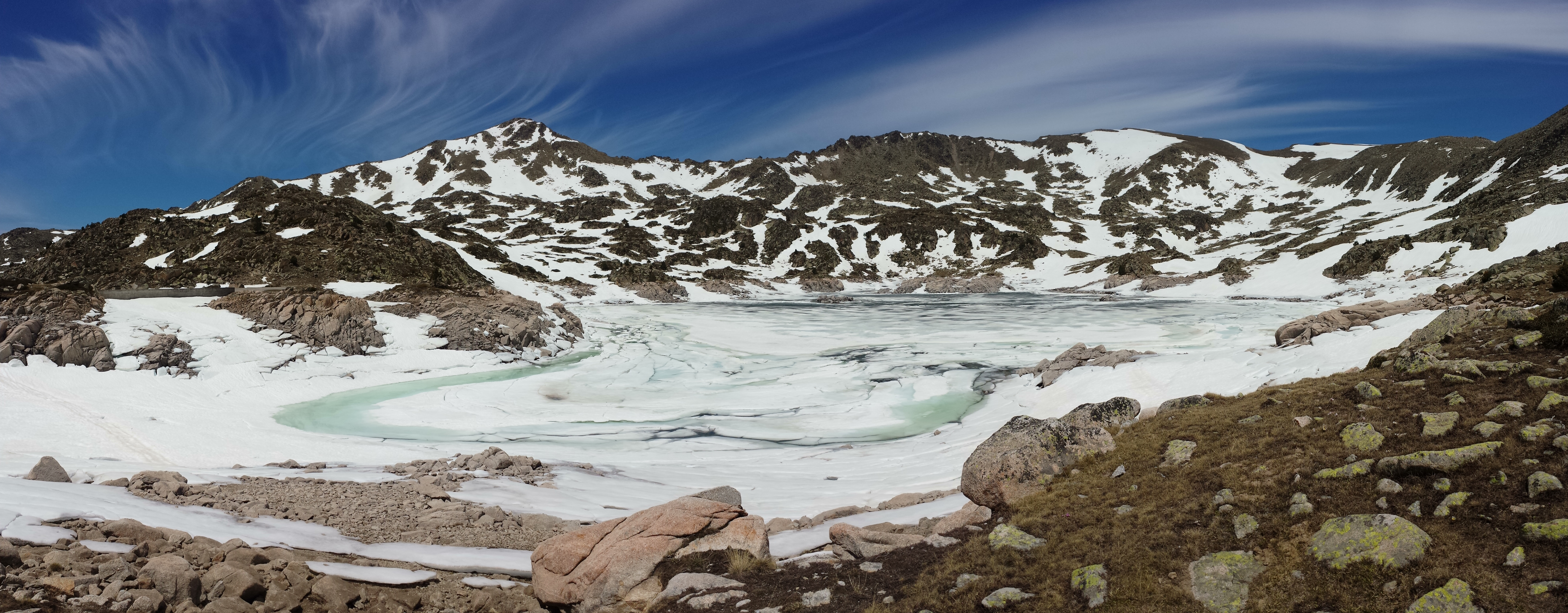
Estany de l'Illa
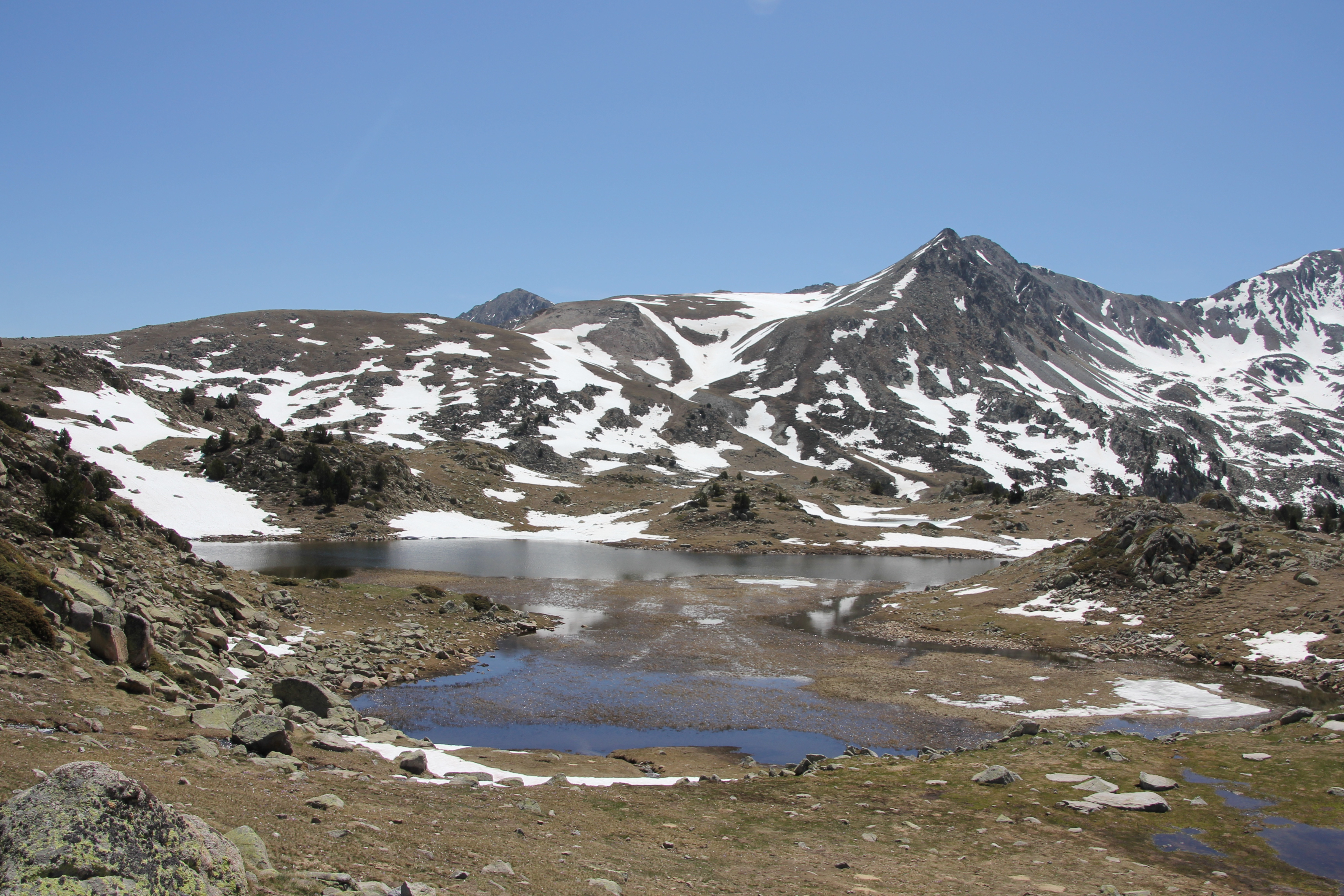
Estany de la Bova
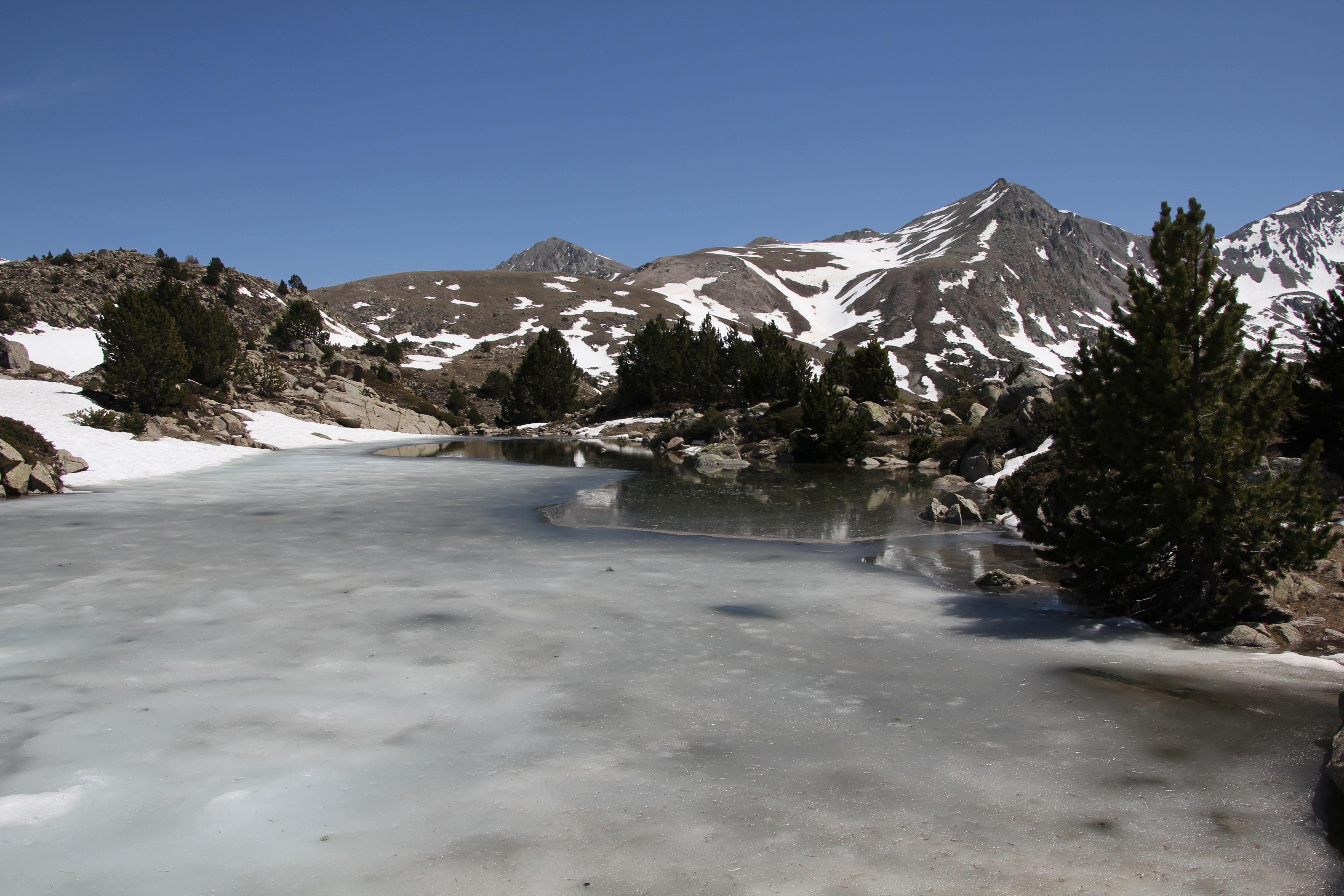
Vall del Madriu